# Skeblad-ordenen
Skeblad-ordenen (Alismatales) rummer mange arter, der danner rhizom. Derimod er der aldrig fundet mycorrhiza hos dem. Frøplanter har både en veludviklet kimstængel og kimrod.
| Familier |

- Arum-familien (Araceae)
- Blomstersiv-familien (Scheuchzeriaceae)
- Brudelys-familien (Butomaceae)
- Bændeltang-familien (Zosteraceae)
- Cymodoceaceae
- Frøbid-familien (Hydrocharitaceae)
- Havgræs-familien (Ruppiaceae)
- Limnocharitaceae
- Posidoniaceae
- Skeblad-familien (Alismataceae)
- Søaks-familien (Aponogetonaceae)
- Tofieldiaceae
- Trehage-familien (Juncaginaceae)
- Vandaks-familien (Potamogetonaceae)